# Paragonaster ctenipes
Paragonaster ctenipes är en sjöstjärneart som beskrevs av Percy Sladen 1889. Paragonaster ctenipes ingår i släktet Paragonaster och familjen Pseudarchasteridae.

## Underarter
Arten delas in i följande underarter:
- P. c. breviradiatus
- P. c. ctenipes
- P. c. hypacanthus